# La Plata (település)
La Plata egy nagyváros Argentínában, Buenos Aires egyik elővárosa. A La Plata-i főegyházmegye érseki székvárosa. A Río de la Plata tölcsértorkolatának déli partján fekszik. Lakossága 687 ezer, az agglomerációval összesen kb. 800 ezer fő.
A mai település helyén 1882-ben még a pampa füve hullámzott, és szarvasmarhák legelésztek rajta. Ebben az évben döntöttek Buenos Aires tartomány elöljárói egy új város létesítéséről. La Plata város tehát rajzasztalon született. Mértani középpontjában alakították ki a város fő terét, a mai Moreno teret. Átlós utcarendszere miatt a várost Ciudad de las Diagonalesnek is nevezik.

## Látnivalók
- Moreno tér, a város központja

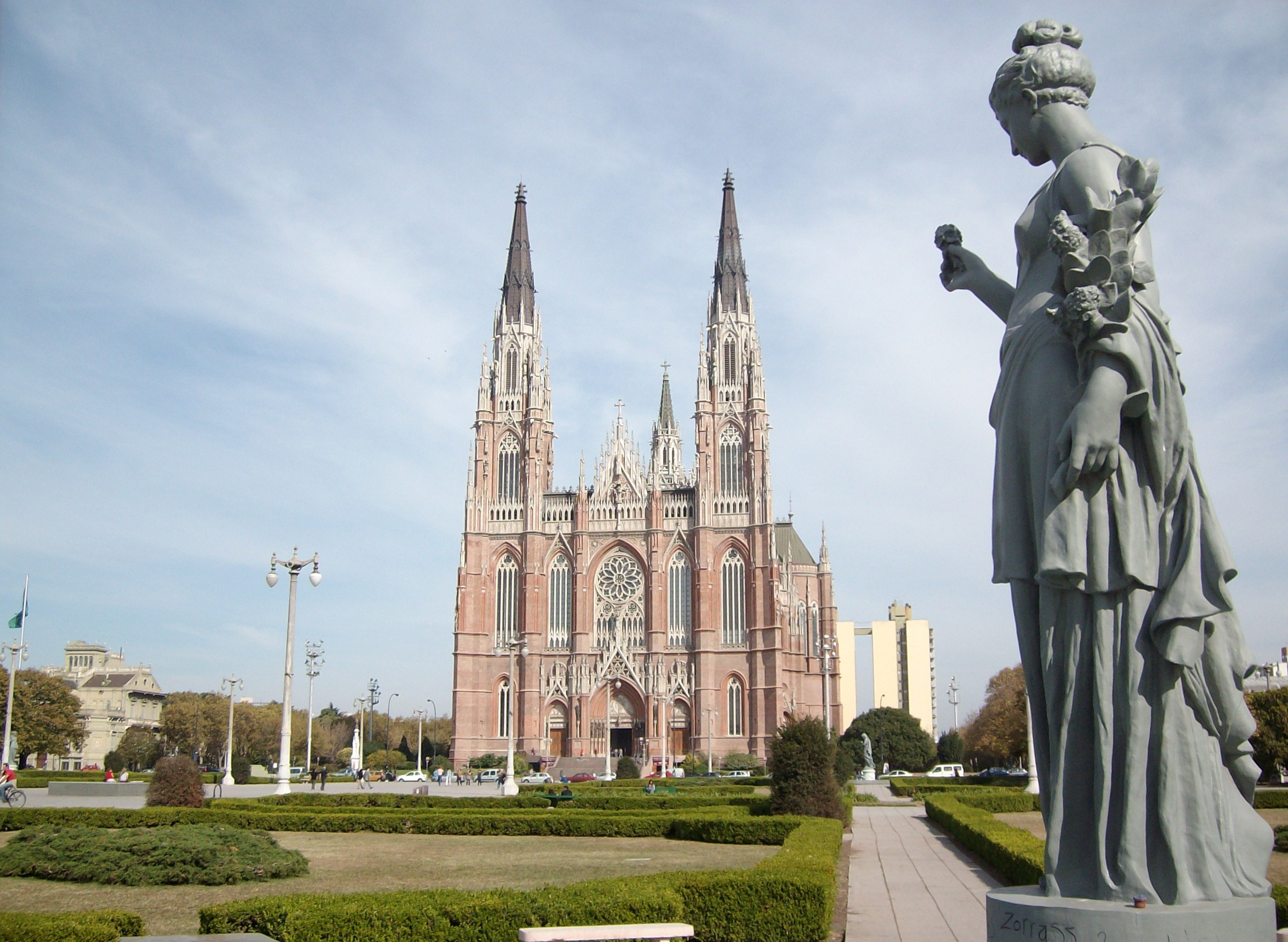
A Szeplőtelen fogantatás székesegyház

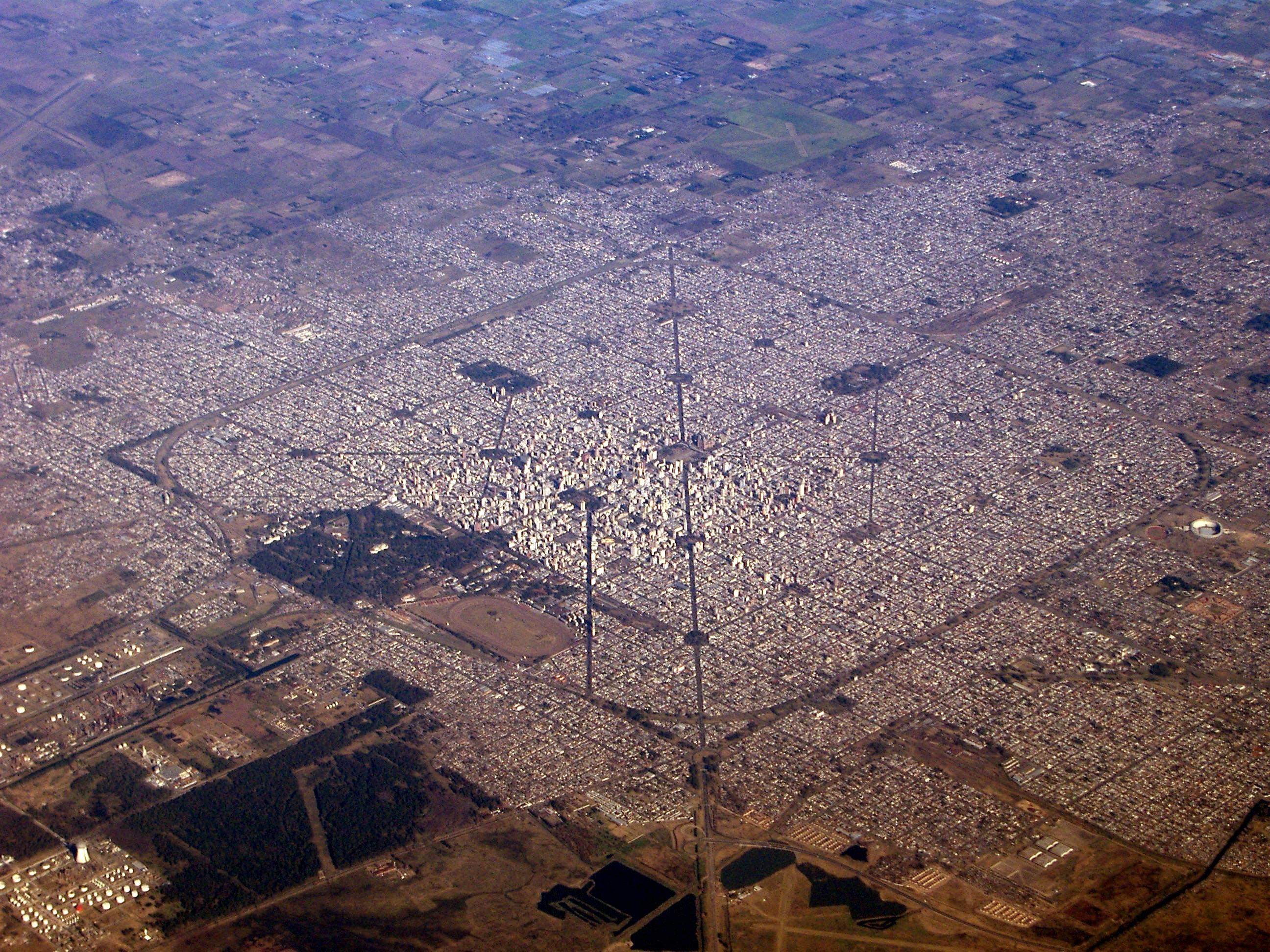
Légi felvétel

- Szeplőtelen fogantatás székesegyház
- Természettudományi Múzeum (Museo de Ciencias Naturales). Világviszonylatban is híres.
- Botanikai intézet és múzeum (Museo e Instituto de Botanica Spegazzini). Itt van Argentína legnagyobb herbáriuma.
- Jardín zoológico y botánico de La Plata (botanikus kert)
- Basilica del Sagrado Corazón de Jesús (Jézus szent szívének bazilikája)
- Városháza
- República de los Niños (szórakoztató negyed - vidámpark)